# Sallustio (nome)
Sallustio  è un nome proprio di persona italiano maschile.

## Varianti
- Maschili: Salustio[1]
- Femminili: Sallustia[1][3]

### Varianti in altre lingue
- Basco: Salustio
- Bielorusso: Салюсцій (Saljuscij)
- Bulgaro: Салустий (Salustij)
- Catalano: Salusti[4]
- Francese: Salluste
- Inglese: Sallust
- Latino: Sallustius[1][4], Salustius[1]
  - Femminili: Sallustia[1]
- Polacco: Salustiusz
- Portoghese: Salústio
- Russo: Саллюстий (Salljustij)
- Serbo: Салустије (Salustije)
- Spagnolo: Salustio[4]
- Ucraino: Саллюстій (Salljustij)
- Ungherese: Szalusztiosz

## Origine e diffusione
Nome di matrice storica, portato da diversi personaggi dell'antica Roma, in particolare lo storico e politico Gaio Sallustio Crispo (generalmente noto solo come "Sallustio"). La sua diffusione può essere dovuta sia alla fama di tale personaggio, sia al culto verso la martire santa Sallustia
Etimologicamente, viene talvolta fatto risalire al latino salus ("salute"), con il possibile significato di "salutare", "portatore di salute", ma secondo altre fonti l'origine sarebbe in realtà in una radice etrusca o sabina ormai indecifrabile.

## Onomastico
L'onomastico si può festeggiare il 14 settembre in memoria di santa Sallustia, martire a Roma con il marito san Cereale sotto Decio.

## Persone

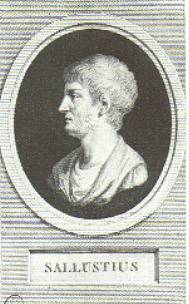
Gaio Sallustio Crispo

- Sallustio, funzionario romano, praefectus urbi
- Sallustio Lucullo, militare romano, governatore della Britannia
- Flavio Sallustio, politico romano
- Flavio Giulio Sallustio, politico romano
- Gaio Sallustio Crispo, storico e politico romano
- Saturnino Secondo Salustio, filosofo e politico romano
- Sallustio Bandini, religioso, politico ed economista italiano
- Giovanni Sallustio Peruzzi, architetto italiano
- Sallustio Stombelli, calciatore italiano
- Sallustio Tarugi, arcivescovo cattolico italiano

### Variante femminili Sallustia
- Sallustia Orbiana, imperatrice romana